# 니컬러스 올크메이드
니컬러스 스티븐 올크메이드(영어: Nicholas Stephen Alkemade, 1922년 12월 10일 ~ 1987년 6월 22일)은 영국의 공군 상사이다. 제2차 세계 대전에서 랭커스터 중형폭격기의 후방 사수로 복무하다, 독일군의 공격으로 격추되는 위기가 닥치자 5,500m 고도에서 낙하산 없이 뛰어내려 살아남았다.

## 상세
1944년 3월 24일 밤, 올크메이드(당시 21세)는 영국공군 제115중대 소속 아브로 랭커스터 B MK. 11기(DS664번)의 승무원 7인 중 한 명으로서, 독일 베를린에 폭격기 300대를 투입하는 작전에 참여한 뒤 복귀 중이었다. 독일 슈말렌베르크 동쪽 일대를 지나던 중 DS664번기는 갑자기 독일군 야간전투기를 만나 공격을 받았다. 이 때문에 기체는 순식간에 화염에 휩싸였고 통제력을 상실하기 시작했다. 올크메이드 상사는 자신의 낙하산을 찾았으나 불에 타 못 쓰게 되었던 탓에 그냥 버려야 했다. 이에 타죽는 것보다 뛰어내려 죽는 쪽이 낫겠다고 생각한 그는 낙하산 없이 그대로 5,500m 상공에서 몸을 던졌다.
하지만 지상에 거의 다 도달했을 때 소나무 가지와 부딪혔고, 지면에는 부드러운 눈이 쌓여 있었기 때문에 즉사하지 않았다. 놀랍게도 추락 직후 팔다리를 모두 움직일 수 있었고, 부상이라곤 다리가 접질러진 것 뿐이었다. 그에 반해 그가 타고 있던 랭커스터 폭격기는 화염에 휩싸여 산산조각났으며 조종사 잭 뉴먼을 비롯해 나머지 세 대원은 목숨을 잃었다. 전사한 대원들은 모두 하노버 전몰 공동묘지에 안장되었다.
올크메이드 상사는 이후 독일군에게 생포되어 게슈타포의 심문을 받았다. 게슈타포는 추락하는 비행기에서 낙하산 없이 뛰어내렸다는 그의 주장에 처음에는 의구심을 가졌으나 비행기 잔해를 조사하면서 사실로 받아들였다 (사실관계 증언 증명서를 부여했다고도 전해진다) 이후 전쟁포로로 수감되었으나 거기서도 유명인사로 지내다가 1945년 5월 종전과 함께 풀려났다.
전쟁이 끝난 뒤에는 영국 화학 공장에서 일하다가, ITV의 TV 프로그램 <Just Amazing!>에 출연해 다시금 유명해졌다. 이후 1987년 6월 22일 사망했다.

## 같이 보기
올크메이드 외에도 항공기 추락사고에서 가까쓰로 목숨을 건진 사례가 몇가지 더 있다.
- 이반 치소프 - 1942년 자신의 전투기가 격추되자 몸을 던져 살아남은 소련 공군대위.
- 앨런 매기 - 1943년 B-17기를 탔다가 격추되자 6000m 상공에서 뛰어내려 살아남은 미국 공군대원.
- 1944년 4월에는 또다른 영국 공군 대원 두 명이 전투기 폭발로 인해 기체 밖 1,350m 상공으로 튕겨져 나갔다가 알프스 고원의 눈밭에 떨어진 탓에 살아남은 적이 있다.[3]
- 줄리아네 쾨프케 - 1971년 여객기 사고로 3000m 상공에서 추락했다가 페루의 아마존 밀림에서 살아남은 독일 소녀.
- 베스나 불로비치 - 1972년 여객기 승무원으로 탑승했다가 폭발사고로 10,000m 상공에서 추락했지만 역시 살아남은 세르비아 여성

### 내용주
1. ↑  당시 공격한 야간전투기는 제6야간전투비행단 소속 게르하르트 프리드리히 대위가 모는 융커 JU 88기였다.

### 참조주
1. ↑  Record for Lancaster DS664 on lostaircraft.com
2. ↑  Murchie, Guy. The World Aloft. 2015년 1월 17일 확인.
3. ↑  Record for Lancaster LL750 on lostaircraft.com